# Nube

Animación de nubes a intervalos de 20 segundos.

Una nube es un hidrometeoro visible formado por la acumulación de cristales de hielo, gotas de agua microscópicas suspendidas en la atmósfera, o una combinación de ambas cosas, como consecuencia de la condensación del vapor de agua. Generalmente de color blanco, puede oscurecerse al aumentar su espesor óptico, hasta volverse gris oscura casi negra. 
Las nubes tienen una gran influencia en el sistema climático, más allá de las consabidas precipitaciones. Cumplen un rol fundamental en el ciclo del agua, la regulación de la temperatura media del planeta o la distribución de la energía solar.
La ciencia que estudia las nubes es la nefología, una rama de la meteorología centrada en la formación, composición, densidad, temperatura, evolución, movimiento, agrupación y clasificación de las nubes.
Aunque las nubes cambian constantemente de apariencia, en función de su forma, dimensiones, estructura, textura, luminancia y color, existe un número limitado de formas típicas frecuentes que permite agruparlas en un sistema general de clasificación dividido en géneros, especies y variedades de forma similar a como se clasifican los animales y plantas.

## Formación de las nubes
Las nubes se forman al condensarse el vapor de agua atmosférico sobre pequeñas partículas que flotan en el aire denominadas núcleos de condensación (polvo, cristales de sal, bacterias, polen o cenizas entre otras).
El vapor de agua, procedente de la evaporación o sublimación de las masas de agua terrestres —y, en menor medida, de la combustión, la respiración y transpiración de seres vivos, el vulcanismo y otros procesos biológicos y geológicos— se mezcla con el aire atmosférico hidratándolo y calentándolo. Generalmente, la masa de aire cálido y húmedo resultante se eleva gracias a su menor densidad (el aire húmedo es más ligero que el seco y al calentarse se dilata bajando aún más su densidad) desplazándose hacia zonas de menor presión atmosférica donde se expande y, de acuerdo con la ley de los gases ideales, disminuye su temperatura. Si se enfría por debajo de la temperatura de saturación o del punto de rocío, parte del vapor de agua contenido se condensa en gotas de agua o hielo muy pequeñas (entre 0,004 y 0,1mm) que en conjunto forman una nube.
Cuando una masa de aire condensa en las zonas altas de la troposfera forma nubes de cristales de hielo, llamadas cirros, cirrostratos o cirrocúmulos. Mientras que a menor altitud se forman las nubes de gotas de agua, como son los altoestratos y altocúmulos que generalmente acompañan a los frentes cálidos, al igual que los estratos de menor altitud. Los cúmulos, en cambio, acompañan a los frentes fríos y tienden a crecer de forma vertical hasta llegar a formar masas en altura, conocidas como cumulonimbos.
Este fenómeno general se puede producir de diferentes maneras dependiendo de factores como la presión, la humedad y la temperatura.

### Procesos de formación

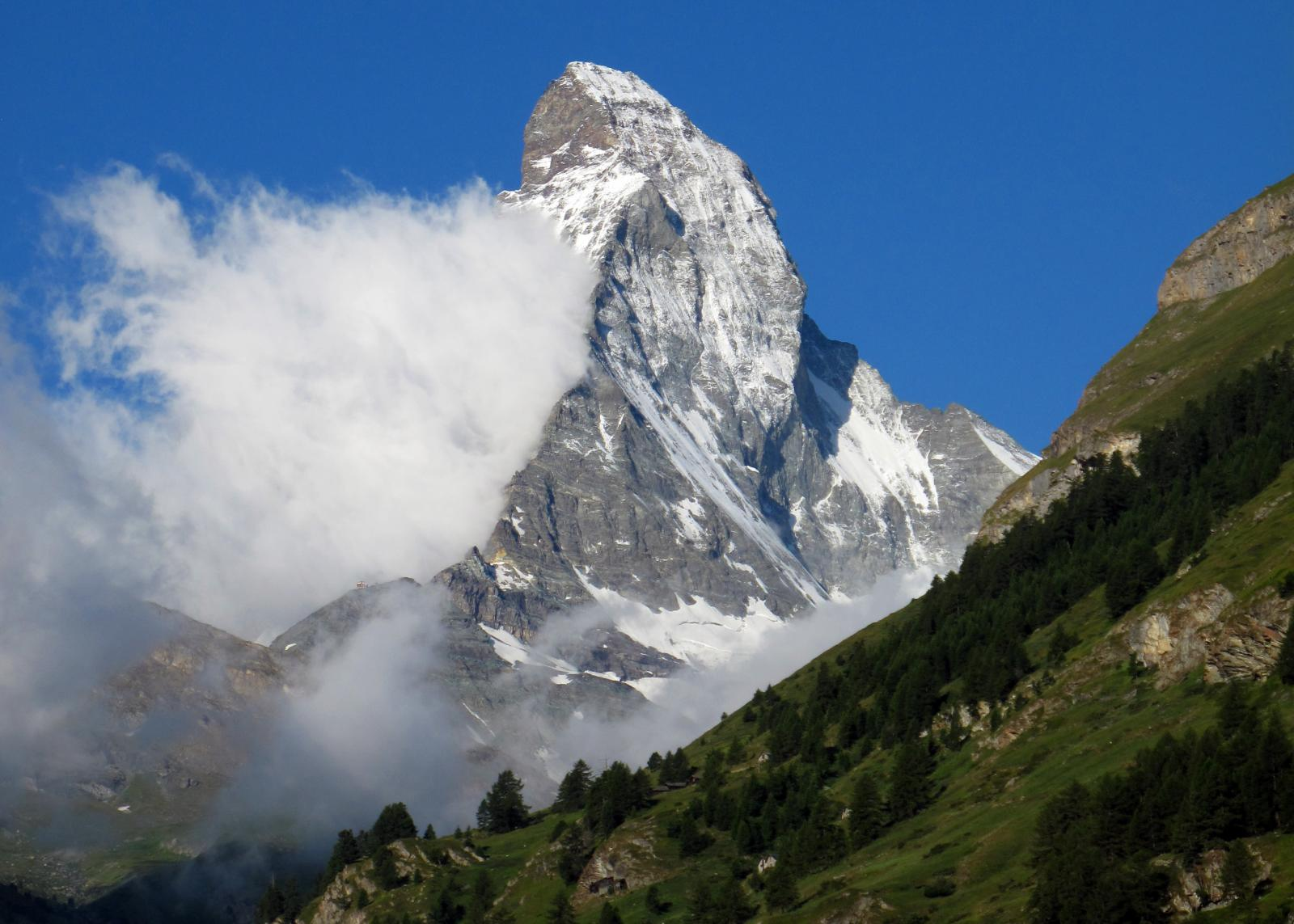
Nube formada por ascensión orográfica.

Las nubes pueden formarse principalmente por tres procesos distintos: ascenso orográfico; convección térmica o convección producida por un frente.

#### Ascenso orográfico
Cuando una masa de aire choca contra una montaña, asciende forzosamente y se enfría. Si la corriente de aire tiene suficiente humedad el agua se condensará y formará nubes en la ladera de barlovento que reciben el nombre de nubes orográficas. Ocasionalmente las oscilaciones y velocidad del aire también pueden formar nubes en capuchón o en banderola en la ladera de sotavento. Las nubes orográficas más comunes pertenecen a los géneros: Cumulus, Altocumulus y Stratocumulus.

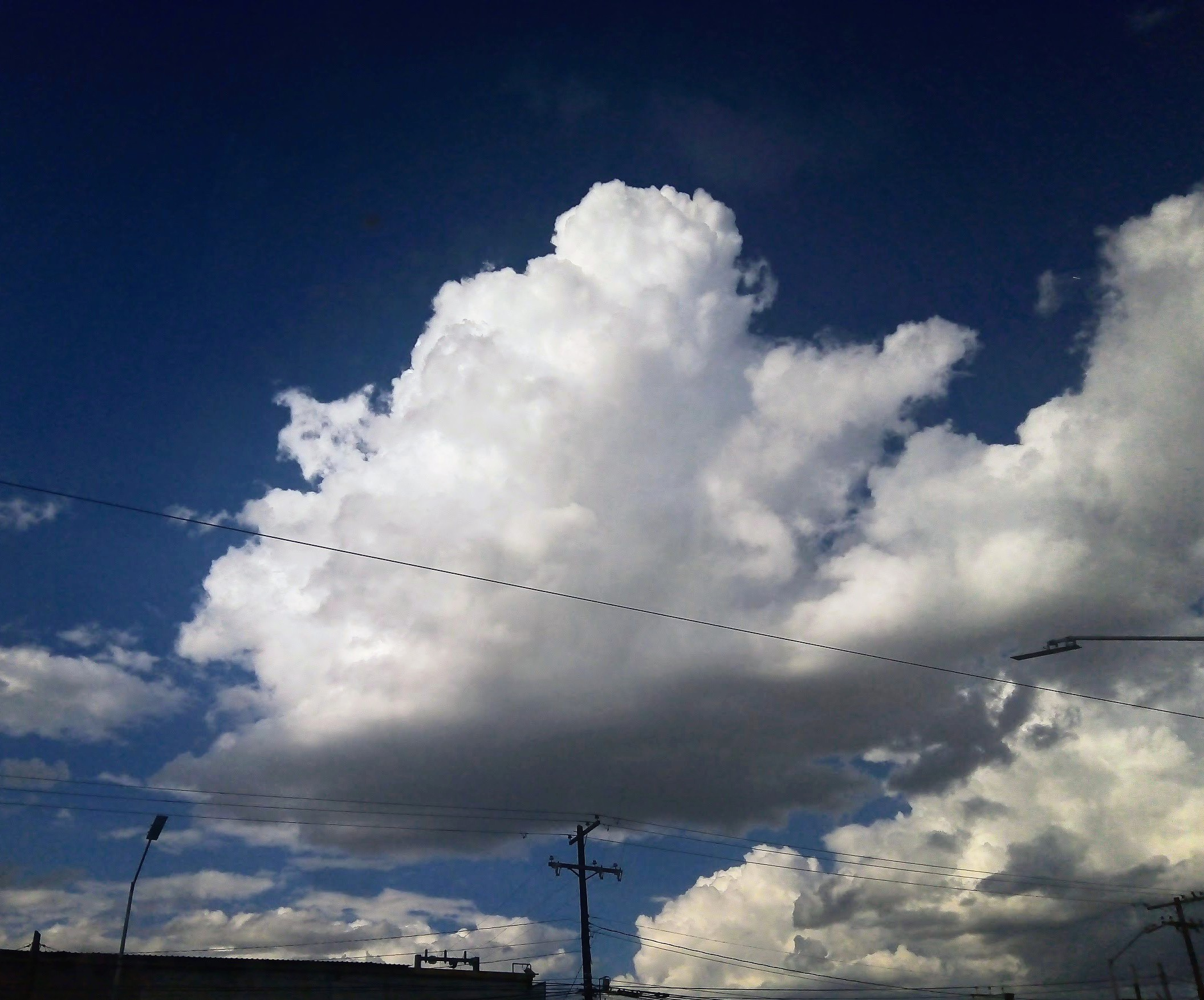
Cumulus mediocris, nube de desarrollo vertical moderado formada por convención térmica.

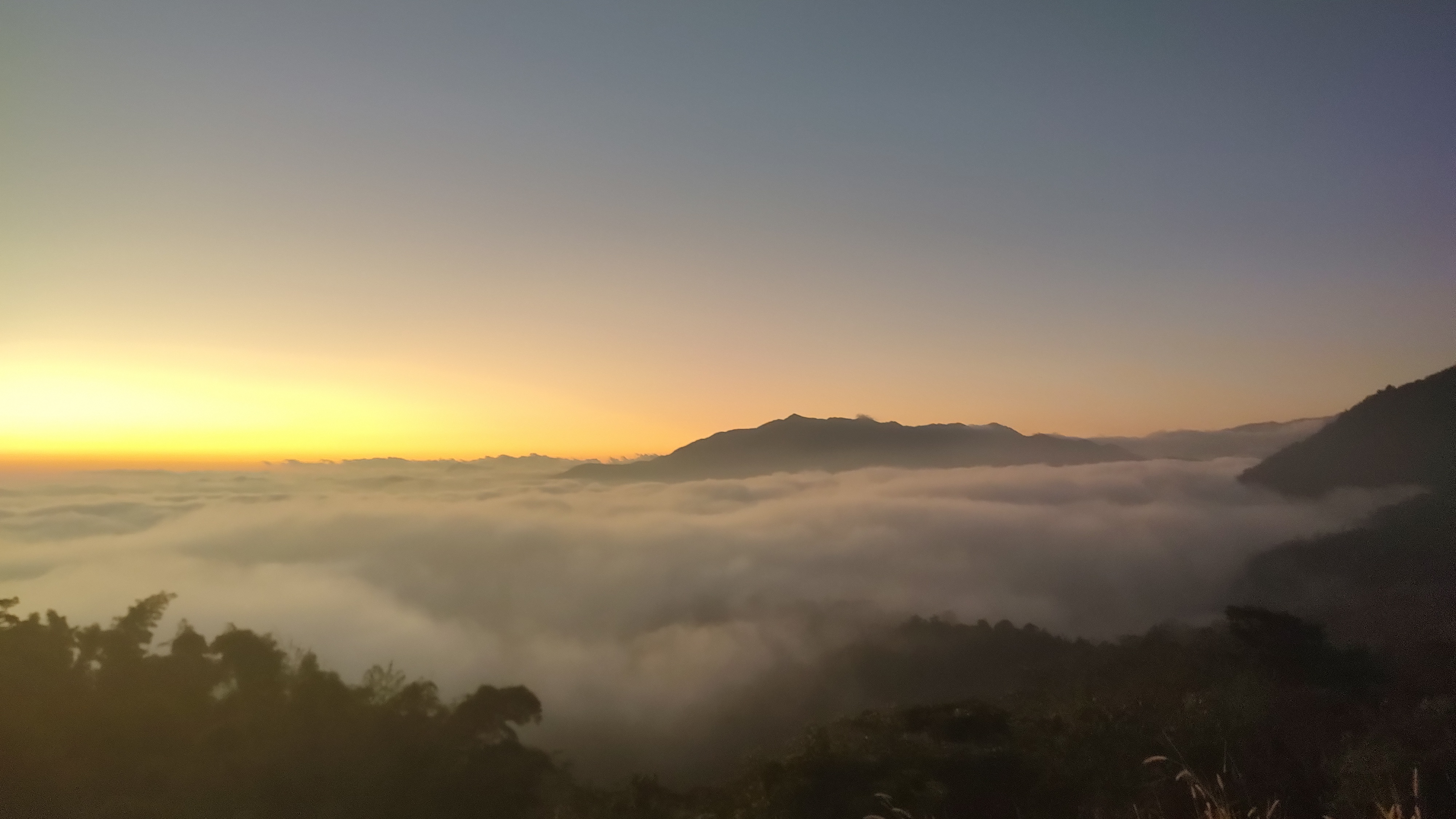
Mar de nubes en la sierra oaxaqueña hacia el Pacífico mexicano

#### Convección térmica
Una corriente de aire caliente y húmedo asciende a capas más altas y frías, dando lugar a la formación de cúmulos. Esto suele ocurrir por debajo de los 3 km de altitud. La nube puede crecer en altura, transformándose en un cumulonimbo. Cuando se produce la caída de la lluvia la nube se separa en dos fragmentos, porque no puede ascender el aire caliente. Al fragmentarse la nube, cesa la lluvia. Se producen borrascas de corta duración pero muy intensas.

#### Frente

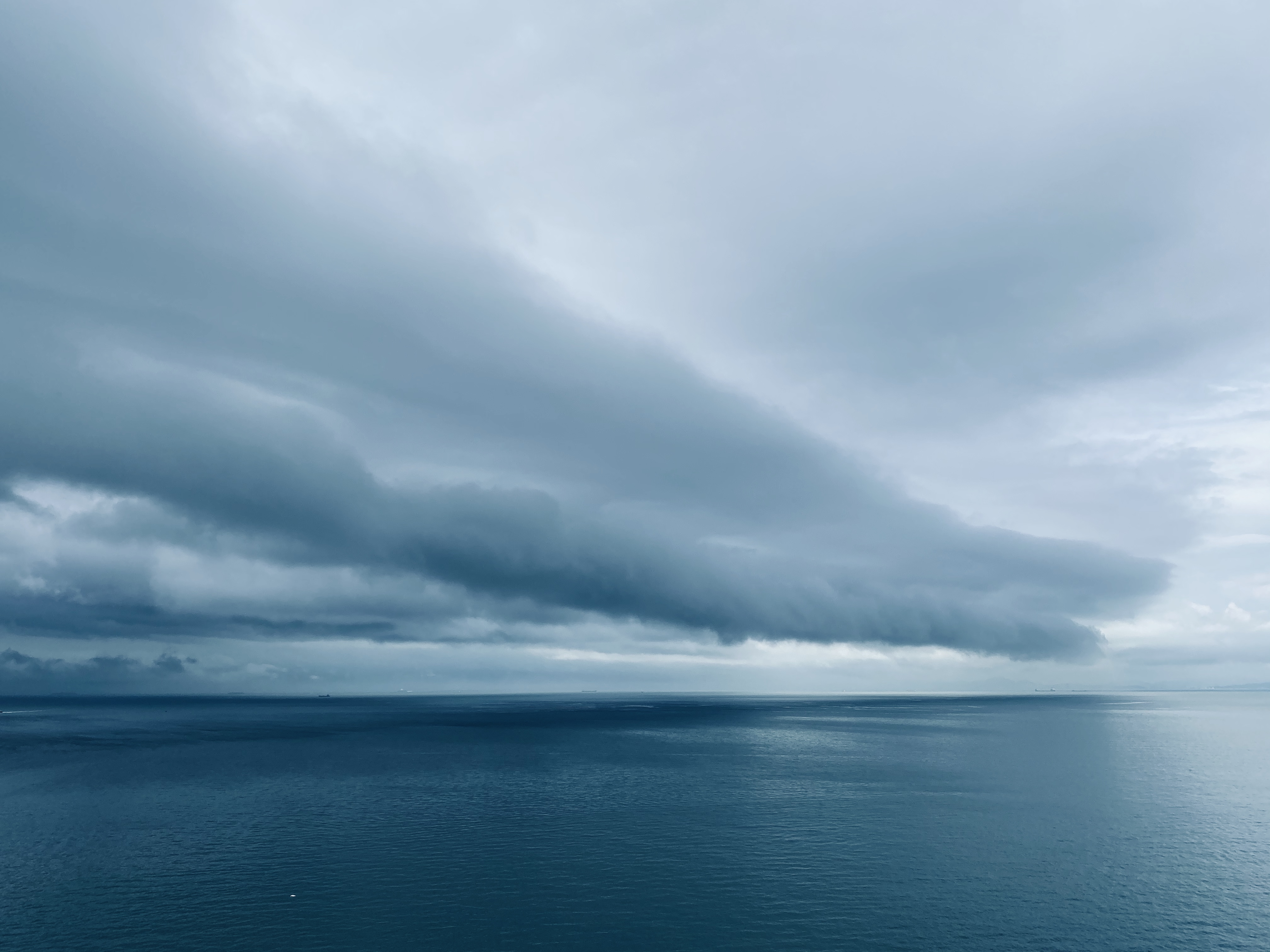
Nube producida por un frente.

Los frentes son zonas de contacto entre dos masas de aire que tienen distinta temperatura y densidad. Si una masa de aire caliente y húmedo, en movimiento, choca contra una de aire frío, se forman nubes horizontales, llamadas nimboestratos (3 km de altitud), altostrato (entre 3 y 5 km de altitud) o cirro y cirrostrato (12 km de altitud). Los nimbostratos y los altostratos producen, generalmente, lluvia. En cambio, los cirros indican buen tiempo si no se mueven deprisa o cambian en cirrostratos. Cuando una masa de aire frío, que se desplaza, choca contra una masa de aire caliente se forman cumulonimbos.

## Clasificación de las nubes troposféricas

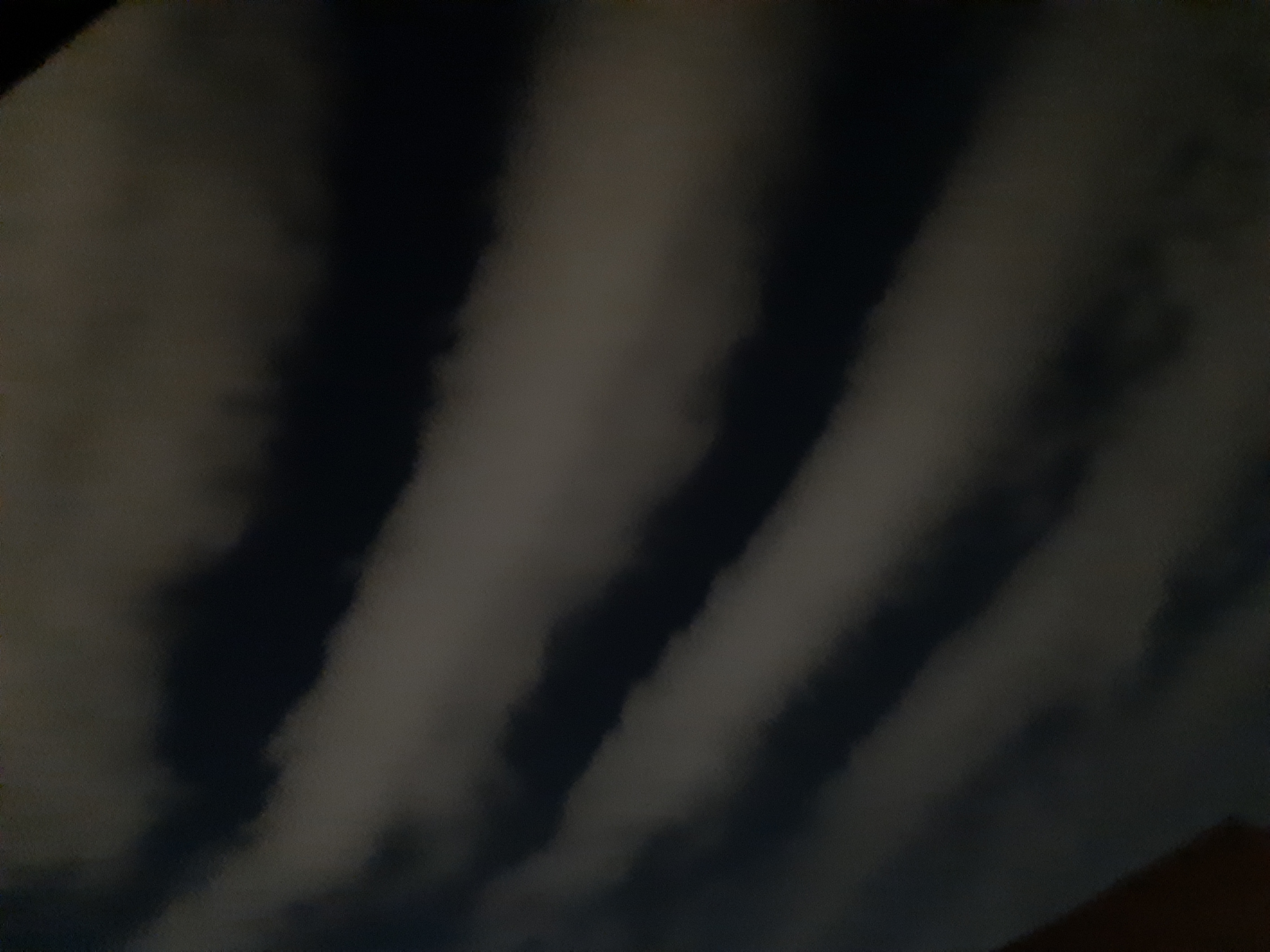
Unas cuantas nubes en fila pasando sobre Santiago, Chile.

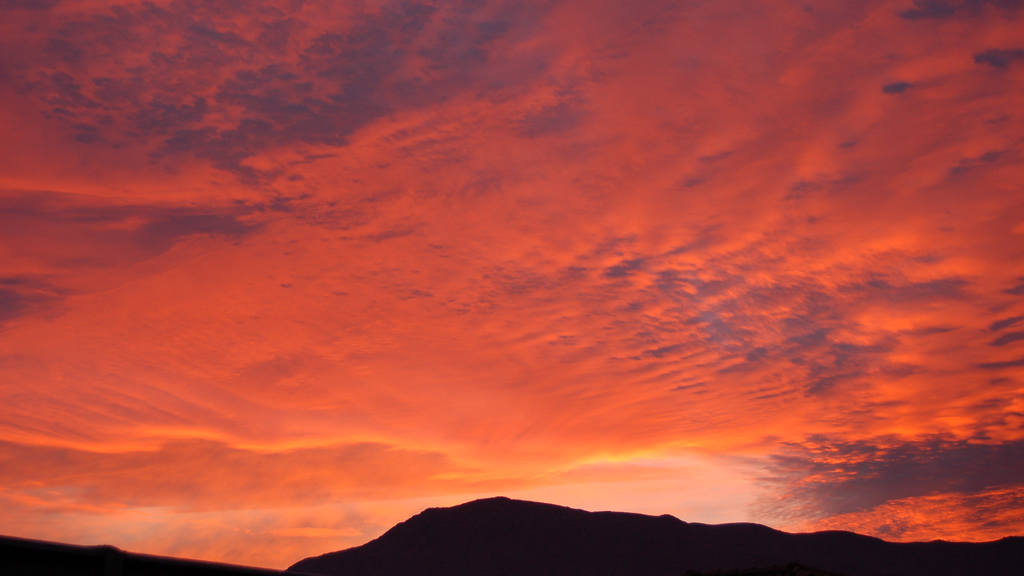
Al atardecer, estas nubes toman un color rojizo, debido al ángulo de los rayos del sol (véase arrebol)

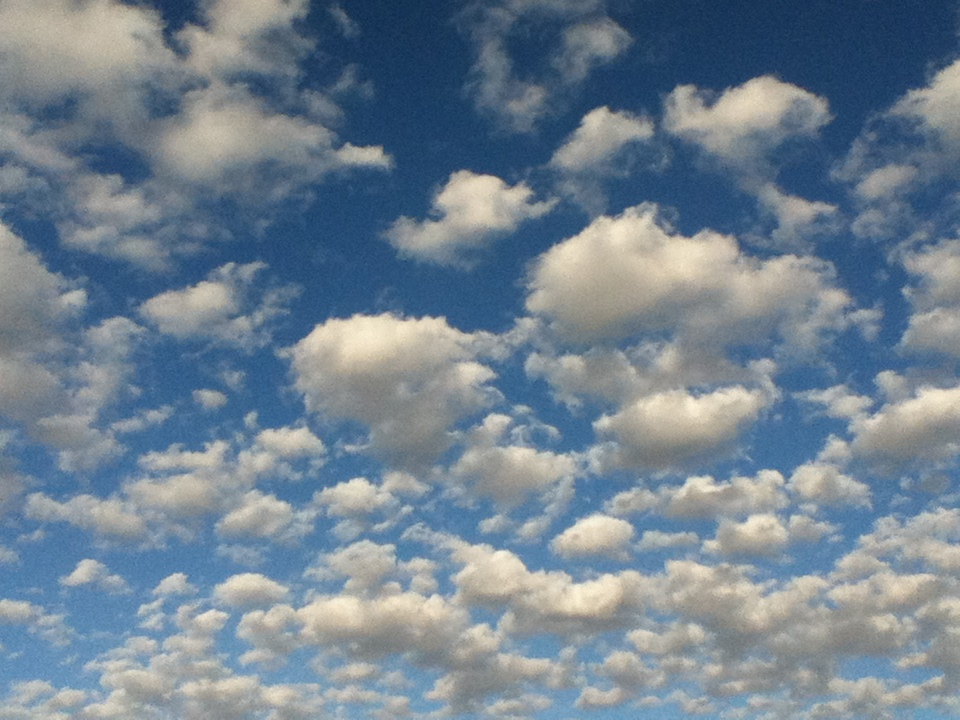
Nubes en la ciudad de Hermosillo, México.

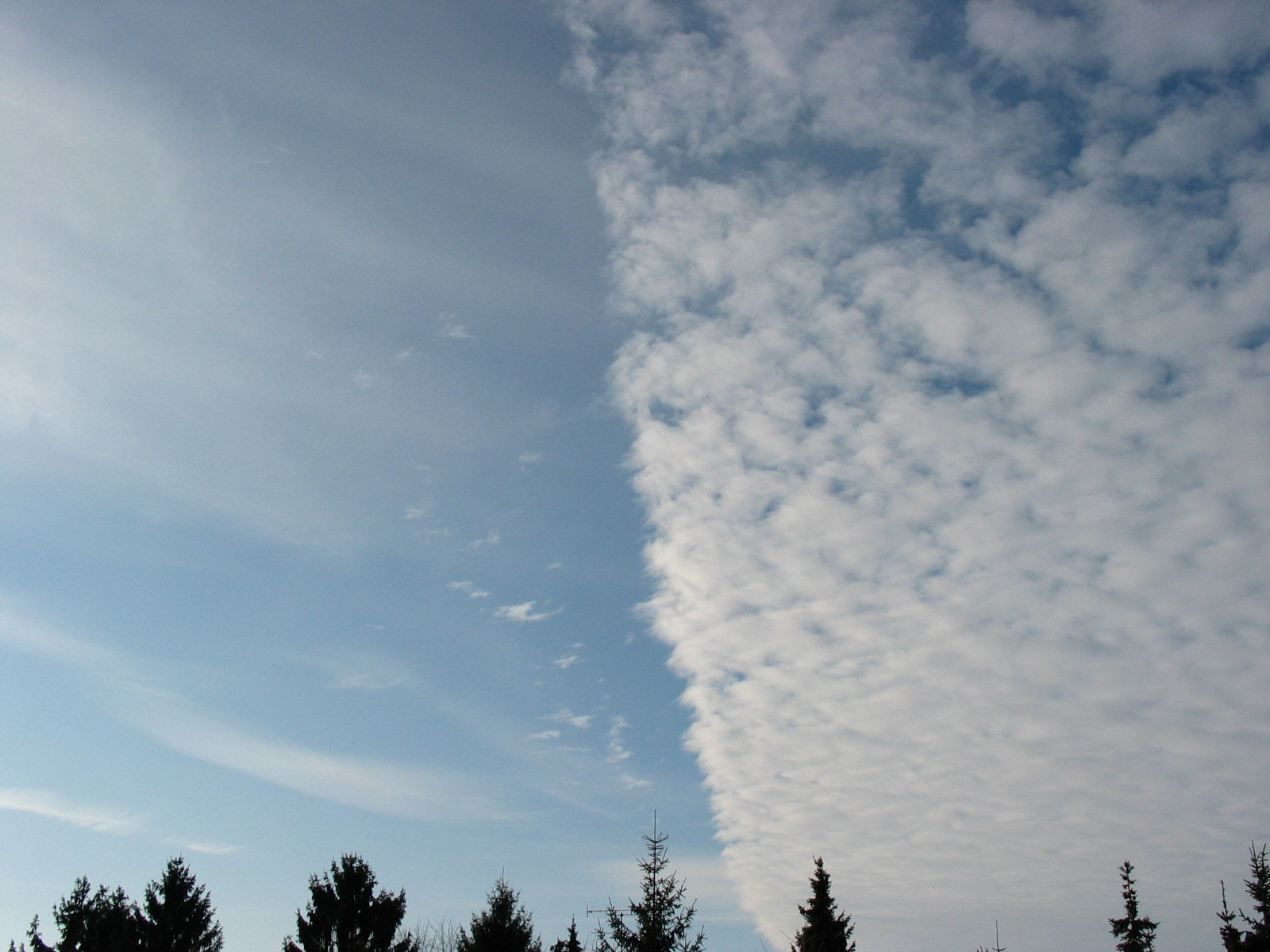
Cirros y altocúmulos.

La clasificación de nubes troposféricas de acuerdo con sus características visuales proviene de la Organización Meteorológica Mundial (OMM) y viene recogida en el Atlas Internacional de Nubes, publicado por primera vez en 1930. Sin embargo el sistema internacional de clasificación actual en latín se remonta a 1803, cuando el aficionado a la meteorología Luke Howard escribió el ensayo The Modifications of Clouds, en el que diferenciaba tres tipos de nubes (cirrus, cumulus, stratus) y cuatro categorías intermedias (Cirro-cumulus, cirro-stratus, cumulo-stratus y cumulo-cirro-stratus o Nimbus).
La clasificación actual de la OMM divide a las nubes en géneros, especies y variedades de una forma similar a la empleada en la clasificación de animales o plantas, y, como en estos casos, se utilizan nombres en latín. El sistema reconoce diez géneros de nubes, atendiendo a su apariencia y a la parte del cielo en que se forman: Cumulonimbos, cúmulos, estratos, cirroestratos, altoestratos, nimboestratos, cirros, cirrocúmulos, altocúmulos, estratocúmulos. Estos géneros se subdividen en quince especies, que describen la forma y la estructura interna de la nube, y en variedades, que describen la transparencia y la distribución de las nubes. En total hay unas cien combinaciones.
Además de la clasificación general, existen otras dos clasificaciones de nubes: las nubes especiales y las nubes de las capas superiores de la atmósfera. Estas nubes suelen observarse rara vez u ocasionalmente y, en algunos casos, únicamente en determinadas partes del planeta.
El Atlas Internacional de Nubes reconoce actualmente diez géneros de nubes (clasificaciones básicas), que describen en qué parte del cielo se forman y su apariencia aproximada.
Las nubes altas suelen formarse por encima de los 5 000 metros; las nubes medias se suelen formar entre los 2 000 y los 7 000 metros; y las nubes bajas suelen formarse a una altura máxima de 2 000 metros.
La mayoría de los nombres de nubes contienen prefijos y sufijos latinos que, al combinarse, dan una indicación del tipo de nube. Algunos de ellos son los siguientes:
• Stratus/strato: alargado, allanado y nivelado
• Cumulus/cúmulo: montón, colmo
• Cirrus/cirro: plumoso, fleco 
• Nimbus/nimbo: portador de lluvia

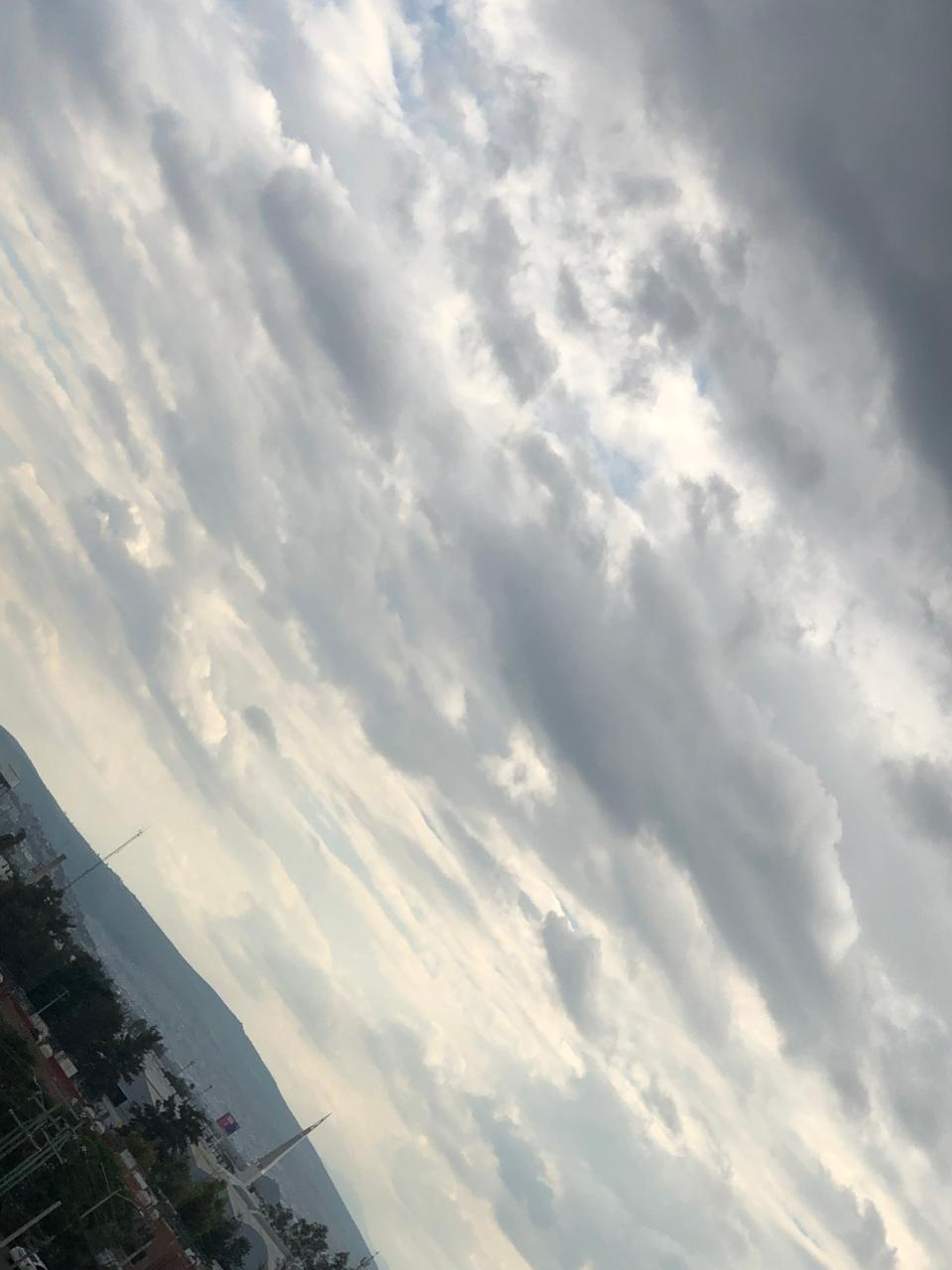
Nubes en un gran cielo

• Alto: nivel medio (aunque altus significa alto en latín)
Los 10 géneros se subdividen en especies, que describen la forma y la estructura interna de la nube, y en variedades, que describen la transparencia y la distribución de las nubes. En total hay unas 100 combinaciones.
| Formas y alturas                                    | Estratiformes no convectivo | Cirriformes mayormente no convectivos | Estratocúmuliformes convección limitada | Cúmuliformes libre de convección | Nimbiformes fuerte convección |
| --------------------------------------------------- | --------------------------- | ------------------------------------- | --------------------------------------- | -------------------------------- | ----------------------------- |
| Altura extremadamente grande Nube mesosférica polar | Velos noctilucentes         | Ondas o remolinos noctilucentes       | Bandas noctilucentes                    |                                  |                               |
| Altura muy grande Nube estratosférica polar (PSC)   | Ácido nítrico y agua PSC    | Cirriforme nacaradas PSC              | Lenticular nacaradas PSC                |                                  |                               |
| Altura grande                                       | Cirrostratus                | Cirrus                                | Cirrocumulus                            |                                  |                               |
| Altura media                                        | Altostratus                 |                                       | Altocumulus                             |                                  |                               |
| Altura baja                                         | Stratus                     |                                       | Stratocumulus                           | Cumulus humilis                  |                               |
| Desarrollo vertical moderado                        | Nimbostratus                |                                       |                                         | Cumulus mediocris                |                               |
| Gran desarrollo vertical                            |                             |                                       |                                         | Cumulus congestus                | Cumulonimbus                  |

### Familias de nubes troposféricas dispuestas por altitud

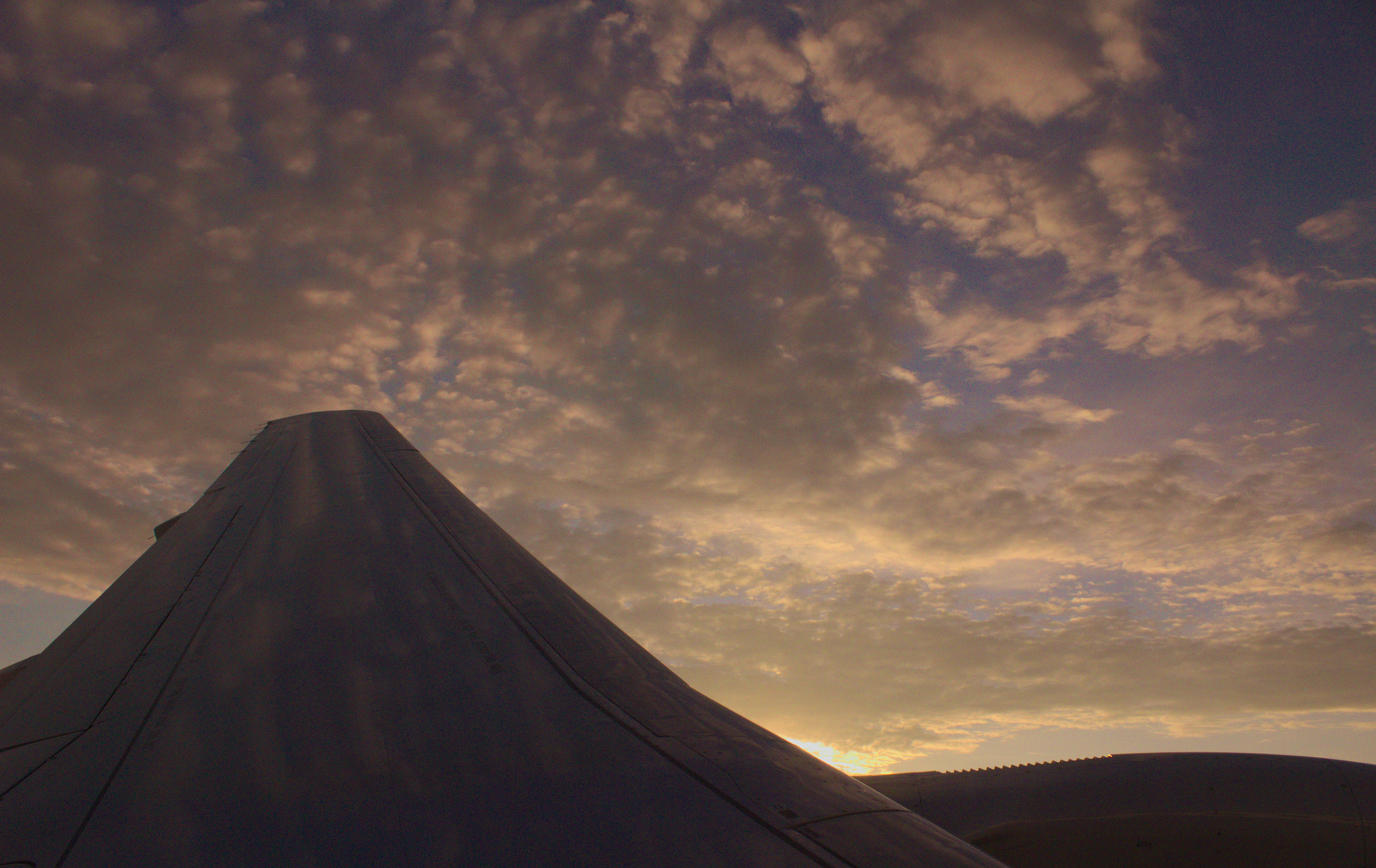
Vista de nubes desde un avión

Según su altitud, se agrupan en familias nombradas por una letra mayúscula:
- Familia D, desarrollo vertical: a menos de 3 km: Tipos nimbostratus y cumulonimbus, y cumulus especies mediocris y congestus.
- Familia C, altura baja: a menos de 2 km: Tipos stratus y stratocumulus, y cumulus especies fractus y humilis.
- Familia B, altura media: de 2 a 5 km: Tipos altostratus y altocumulus.
- Familia A, altura grande: por encima de 5 km: Tipos cirrus, cirrostratus, y cirrocumulus.

### Géneros
Los nombres oficiales de los diferentes géneros de nubes se dan en latín y se traducen aquí al español. La Organización Meteorológica Mundial (OMM) distingue diez tipos combinados, según su forma: cirros, cirrocúmulos, cirroestratos, altoestratos, altocúmulos, estratos, estratocúmulos, nimboestratos, cúmulos y cumulonimbos. Las primeras ocho son nubes estratiformes, porque son paralelas a la superficie terrestre; las últimas dos son cumuliformes, porque se forman de manera vertical.

La mayoría pero no todos los tipos se pueden dividir en especies, algunas de las cuales se puede subdividir en variedades. Las nubes accesorias son formaciones especiales a veces consideradas como un tipo o especie en particular.

Clasificación de nubes por altitud.

| Género        | Abreviatura |
| ------------- | ----------- |
| Cirrus        | (Ci)        |
| Cirrocumulus  | (Cc)        |
| Cirrostratus  | (Cs)        |
| Altostratus   | (As)        |
| Altocumulus   | (Ac)        |
| Stratus       | (St)        |
| Stratocumulus | (Sc)        |
| Nimbostratus  | (Ns)        |
| Cumulus       | (Cu)        |
| Cumulonimbus  | (Cb)        |

### Especies
Los distintos tipos de géneros se dividen en especies que indican detalles estructurales específicos. Sin embargo, debido a que estos últimos tipos no están siempre limitados por rango de altura, algunas especies pueden ser comunes a varios géneros distintos.
- (Ci) fibratus
- (Ci) uncinus
- (Ci) spissatus
- (Ac) castellanus
- (Ac) floccus
- (Ac) stratiformis
- (St) nebulosus
- (Ac) lenticularis
- (St) fractus
- (Cu) humilis
- (Cu) mediocris
- (Cu) congestus
- (Ac) volutus
- (Cb) calvus
- (Cb) capillatus

#### Estratocumuliformes y cirriformes
Las especies de Castellanus que se asemejan a las torres de un castillo cuando se ven lateralmente, pueden encontrarse en cualquier tipo de nubes estratocumuliformes y circriformes parcialmente convectivas. La especie floccus también se ve a veces en nubes de las mismas categorías o formas cuando aparecen como mechones globulares separados.

#### Cumuliformes y nimbiformes
Con la excepción de los estratocúmulos, una masa de aire local inestable situada en los niveles más bajos tiende a producir cúmulos convectivos y distintos tipo de cumulonimbos, cuyas especies son principalmente indicadores del grado de desarrollo vertical. Un cúmulo de nubes se forma inicialmente como una nubecilla de las especies fractus o humilis, que solo muestra un desarrollo ligeramente vertical. Si el aire se vuelve más inestable, la nube tiende a crecer verticalmente primero en la especie mediocris, y a continuación en congestus, la especie de cúmulos más altos. Con una mayor inestabilidad, la nube puede seguir creciendo en cumulonimbus calvus (esencialmente, una nube congestus muy alta, que produce el trueno), a continuación, en última instancia, cuando las gotas de agua en el umbral superior son superenfriadas, se convierten en cristales de hielo, dándole a los capillatus una apariencia cirriforme.[cita requerida]
| Especie y género   | Ci | Cc | Cs | Ac | As | Ns | Sc | St | Cu | Cb |
| ------------------ | -- | -- | -- | -- | -- | -- | -- | -- | -- | -- |
| fibratus (fib)     | ●  |    | ●  |    |    |    |    |    |    |    |
| uncinus (unc)      | ●  |    |    |    |    |    |    |    |    |    |
| spissatus (spi)    | ●  |    |    |    |    |    |    |    |    |    |
| castellanus (cas)  | ●  | ●  |    | ●  |    |    | ●  |    |    |    |
| floccus (flo)      | ●  | ●  |    | ●  |    |    | ●  |    |    |    |
| stratiformis (str) |    | ●  |    | ●  |    |    | ●  |    |    |    |
| nebulosus (neb)    |    |    | ●  |    |    |    |    | ●  |    |    |
| lenticularis (len) |    | ●  |    | ●  |    |    | ●  |    |    |    |
| volutus (vol)      |    |    |    | ●  |    |    | ●  |    |    |    |
| fractus (fra)      |    |    |    |    |    |    |    | ●  | ●  |    |
| humilis (hum)      |    |    |    |    |    |    |    |    | ●  |    |
| mediocris (med)    |    |    |    |    |    |    |    |    | ●  |    |
| congestus (con)    |    |    |    |    |    |    |    |    | ●  |    |
| calvus (cal)       |    |    |    |    |    |    |    |    |    | ●  |
| capillatus (cap)   |    |    |    |    |    |    |    |    |    | ●  |

### Variedades
Las variedades describen la transparencia y la distriución de los elementos visibles de las nubes. Una variedad puede ser común a varios géneros, y una nube puede presentar características de más de una variedad.

## Resumen de los tipos y subtipos troposféricos dispuestos por familia, altura, categoría y forma

### Desarrollo vertical (familia D): Nimbiformes, cumuliformes y estratiformes

#### Gran desarrollo vertical (subfamilia D2)
A menos de 3 km

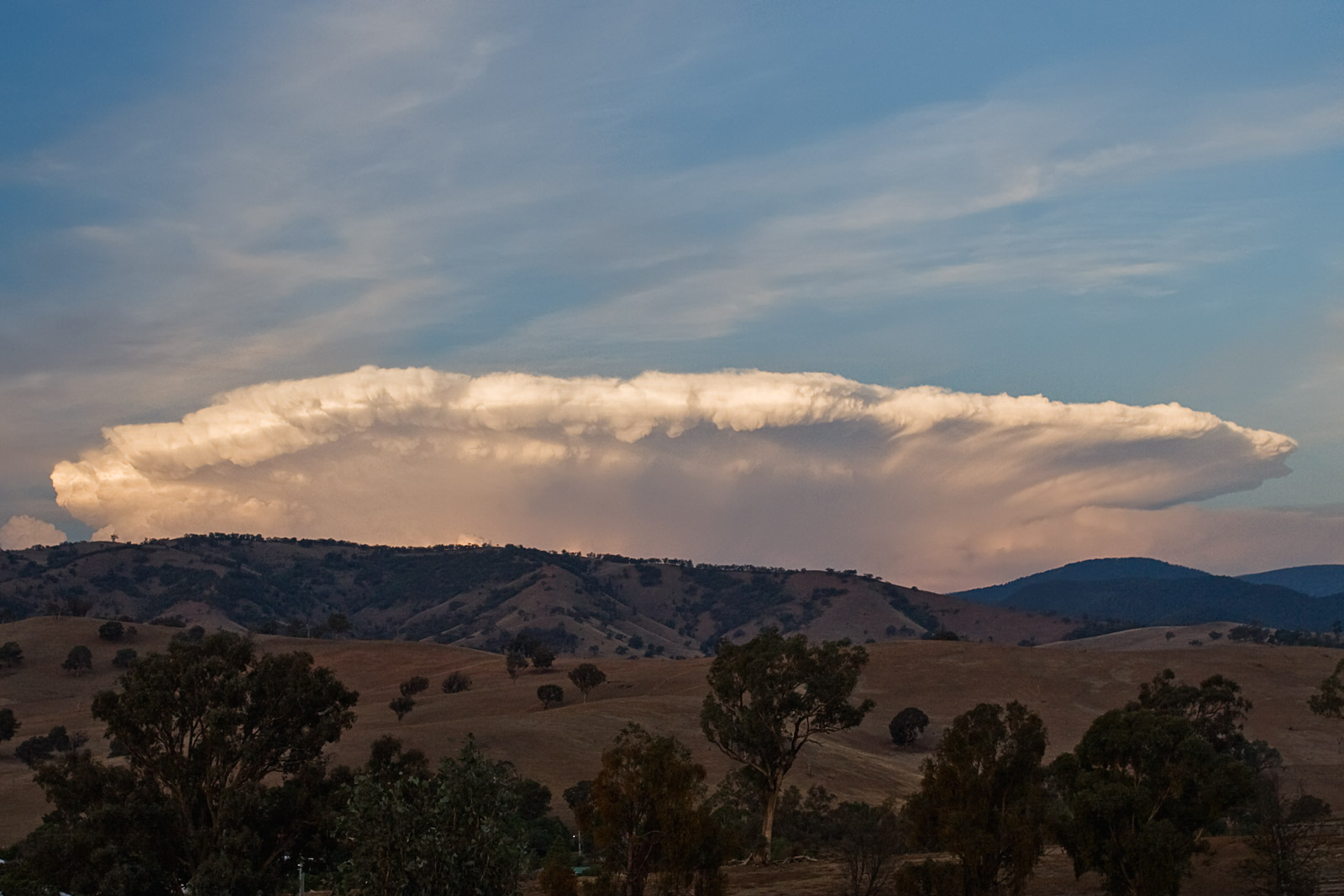
Cumulonimbo incus cerca de un monte.

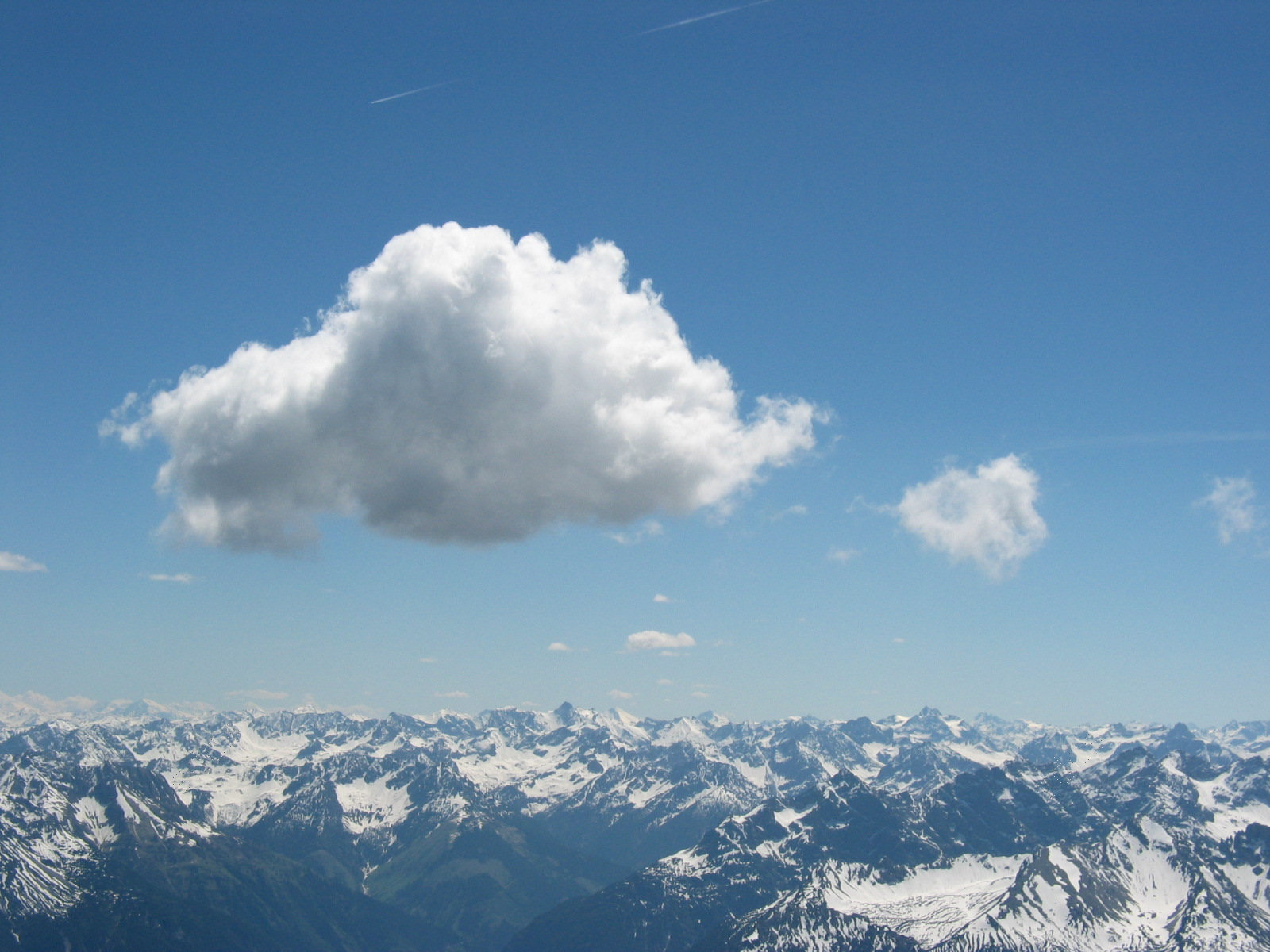
Cúmulos.

Estas nubes pueden tener fuertes corrientes ascendentes, se elevan muy por encima de sus bases y se forman a muchas alturas.
- Tipo Cumulonimbus (asociadas a grandes precipitaciones y tormentas) (Cb)[16]
  - Especie Cumulonimbus calvus (Cb cal)
  - Especie Cumulonimbus capillatus (Cb cap)
    -       - Nube accesoria Cumulonimbus pannus
      - Nube accesoria Cumulonimbus incus
      - Nube accesoria Cumulonimbus con nube mastodóntica
      - Nube accesoria Cumulonimbus pileus
      - Nube accesoria Cumulonimbus velum
      - Nube accesoria Cumulonimbus arcus
      - Nube accesoria Cumulonimbus tuba
- Tipo Cumulus (Cu)[17]
  - Especie Cumulus congestus (Cu con/TCu)[16]
    - Variedad Cumulus congestus radiatus
      - Nube accesoria Cumulus congestus pannu
      - Nube accesoria Cumulus congestus pileus
      - Nube accesoria Cumulus congestus velum
      - Nube accesoria Cumulus congestus arcus
      - Nube accesoria Cumulus congestus tuba

#### Desarrollo vertical moderado. Subfamilia D1
A menos de 3 km
- Tipo Nimbostratus (Ns)[18]

- Nube accesoria Nimbostratus pannus

- Tipo Cumulus (Cu)
  - Especie Cumulus mediocris (Cu med)
    - Variedad Cumulus mediocris radiatus

### Altura baja (familia C): Estratiformes, estratocumuliformes y cumuliformes
A menos de 2 km
- Tipo Stratus (St)
  - Especie stratus nebulosis (St neb)
  - Especie stratus fractus (St fra)
- Tipo Stratocumulus (Sc)
  - Especie Stratocumulus castellanus (Sc cas)
  - Especie Stratocumulus lenticularis (Sc len)
  - Especie Stratocumulus stratiformis (Sc str)
    - Variedad Stratocumulus stratiformis translucidus
    - Variedad Stratocumulus stratiformis perlucidus
    - Variedad Stratocumulus stratiformis opacus
- Tipo Cumulus (Cu)
  - Especie Cumulus fractus (Cu fra)
  - Especie Cumulus humilis (Cu hum)

### Altura media (familia B): Estratiformes y estratocumuliformes
De 2 a 5 km
- Tipo Altostratus (As)

- Variedad Altostratus undulatus

- Tipo Altocumulus (Ac)
  - Especie Altocumulus floccus (Ac flo)
  - Especie Altocumulus castellanus (Ac cas)
  - Especie Altocumulus lenticularis (Ac len)
  - Especie Altocumulus stratiformis (Ac str)
    - Variedad Altocumulus stratiformis translucidus
    - Variedad Altocumulus stratiformis perlucidus
    - Variedad Altocumulus stratiformis opacus
    - Variedad Altocumulus stratiformis undulatus

### Altura grande (familia A): Cirriformes, estratiformes y estratocumuliformes
De 5 km en adelante
- Tipo Cirrus (Ci)
  - Especie Cirrus uncinus (Ci unc)
  - Especie Cirrus Spissatus
  - Especie Cirrus floccus

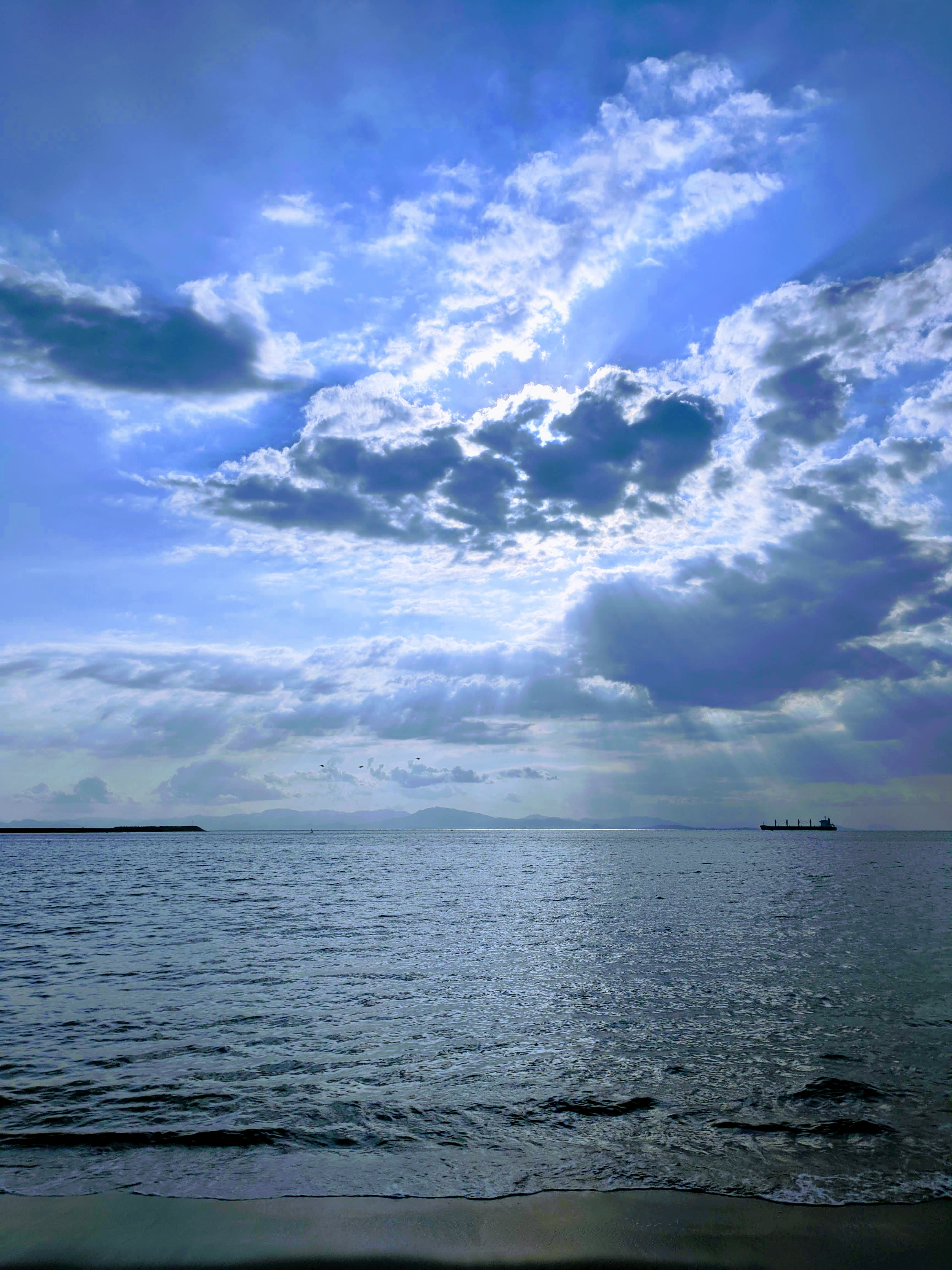
Nubes vistas desde Puerto Caldera, Costa Rica

  - Especie Cirrus castellanus (Ci cas)
  - Especie Cirrus fibratus (Ci fib)
    - Variedad Cirrus fibratus intortus
    - Variedad Cirrus fibratus radiatus
    - Variedad Cirrus fibratus vertebratus
    - Variedad Cirrus fibratus duplicatus
- Tipo Cirrostratus (Cs)
  - Especie cirrostratus nebulosus (Cs neb)
  - Especie cirrostratus fibratus (Cs fib)
    - Variedad cirrostratus fibratus duplicatus
    - Variedad cirrostratus fibratus undulatus
- Tipo Cirrocumulus (Cc)
  - Especie Cirrocumulus floccus (Cc flo)
  - Especie Cirrocumulus castellanus (Cc cas)
  - Especie Cirrocumulus lenticularis (Cc len)
  - Especie Cirrocumulus stratiformis (Cc str)
    - Variedad Cirrocumulus undulatus
    - Variedad Cirrocumulus lacunosus

## Nubes orográficas troposféricas
Además de los tipos anteriores, existen diferentes tipos de niebla y un grupo de nubes troposféricas denominado nube orográfica, y las hay:
- nubes lenticulares: Stratocumulus/altocumulus/cirrocumulus lenticularis:

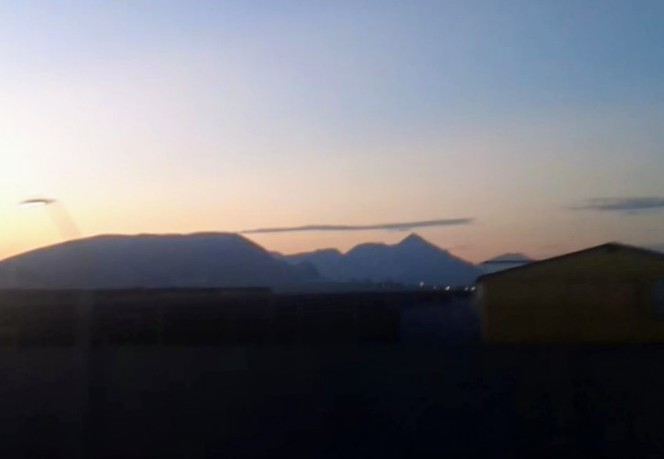
Stratocumulus lenticularis
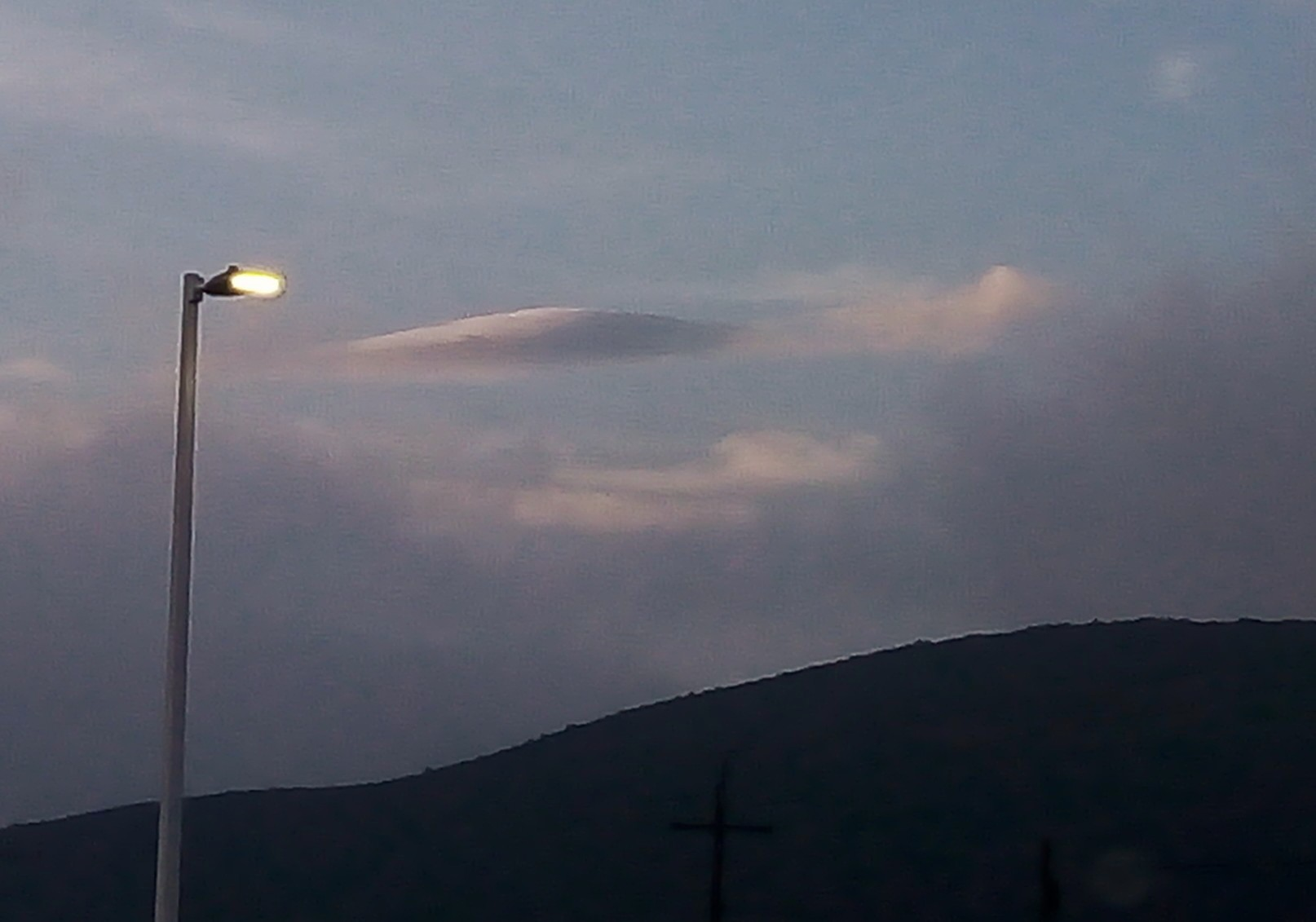
Altocumulus lenticularis
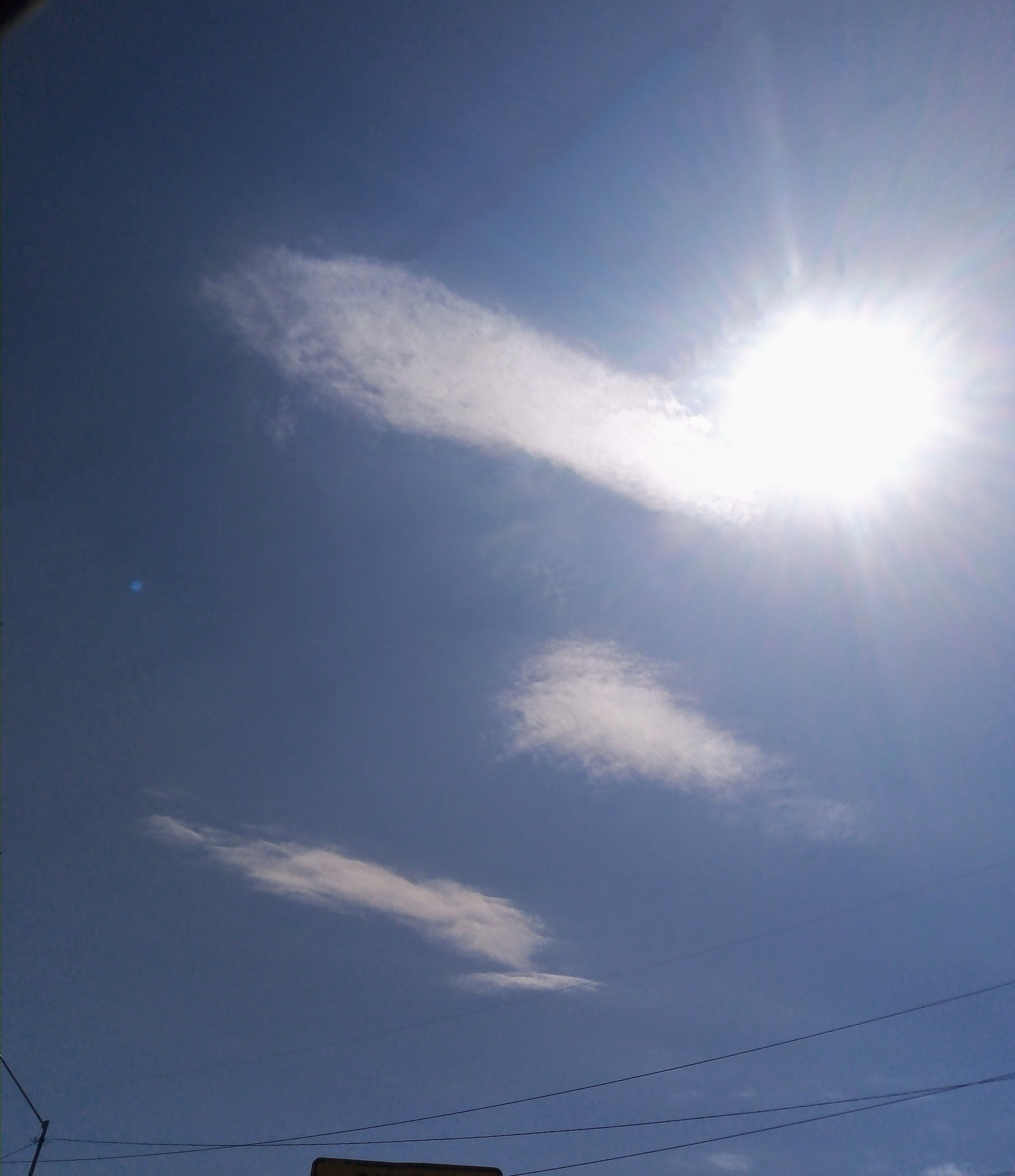
Cirrocumulus lenticularis

- nubes de banner: Stratocumulus/altocumulus/cirrocumulus stratiformis[cita requerida]

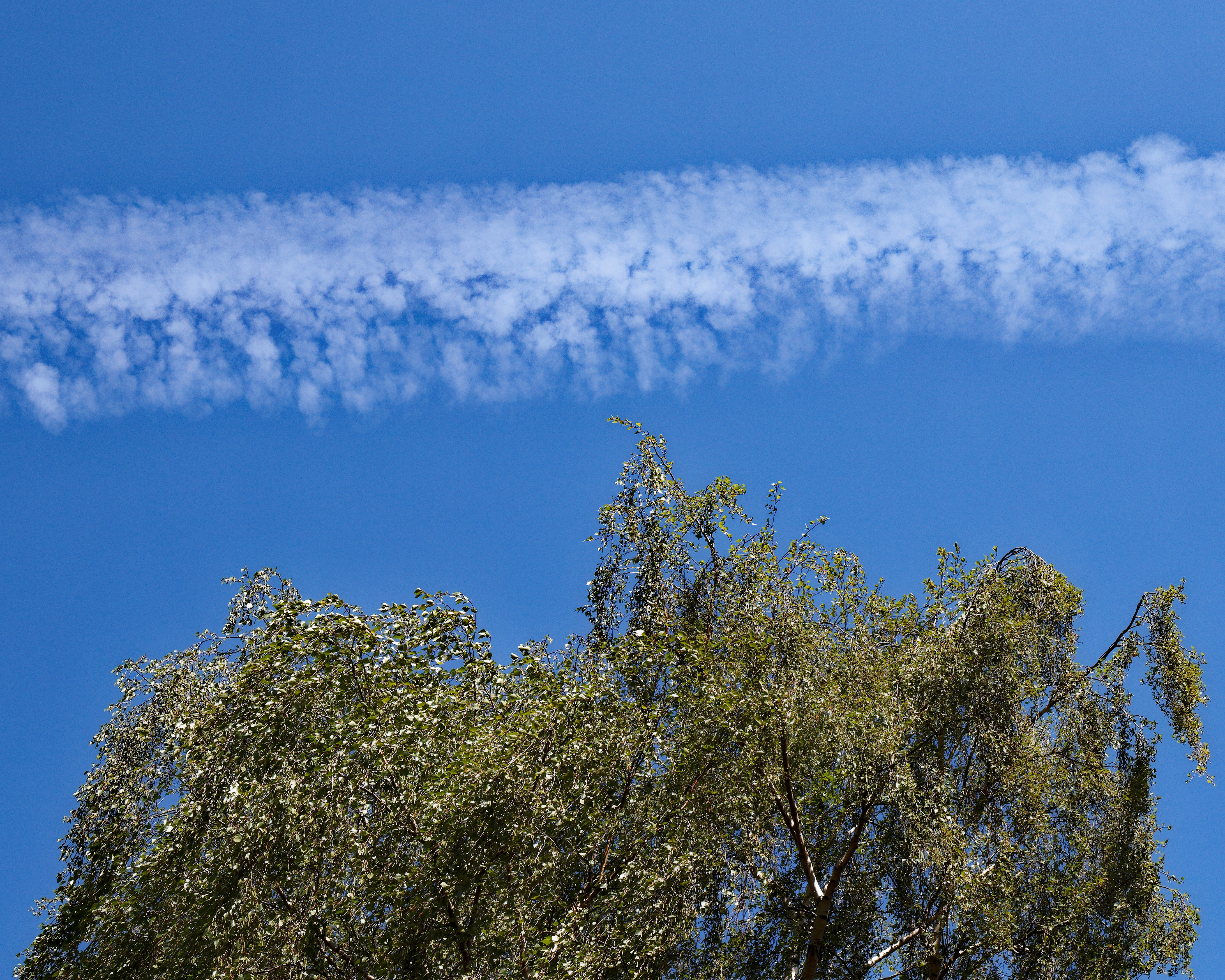
Nube generada por la estela de un avión.

## Nubes especiales
Se trata de nubes que se forman a raíz de factores generalmente localizados. Estos factores pueden ser de origen natural o fruto de la actividad humana. Se pueden diferenciar varios tipos de nubes especiales, como las producidas por incendios y erupciones volcánicas (flammagenitus), las generadas por las estelas de los aviones o procesos industriales (homogenitus y homomutatus) o las formadas en las proximidades de grandes cascadas y bosques (cataractagenitus y silvagenitus respectivamente).

## Nubes fuera de la troposfera

### Nube estratosférica polar
De 15 a 25 km
- Nubes nacaradas (Nacreous): Nubes formadas por cristales de agua congelada.
- Estratosférico polar superenfriado: nubes que contienen agua y ácido nítrico, a veces con ácido sulfúrico.

### Nube mesosférica polar
De 80 a 85 km
- Noctilucente: velos tipo I,[19] bandas tipo II,[20] ondas tipo III[21] y remolinos de nubes tipo IV.[22]

## Efectos sobre la troposfera, el clima y el cambio climático

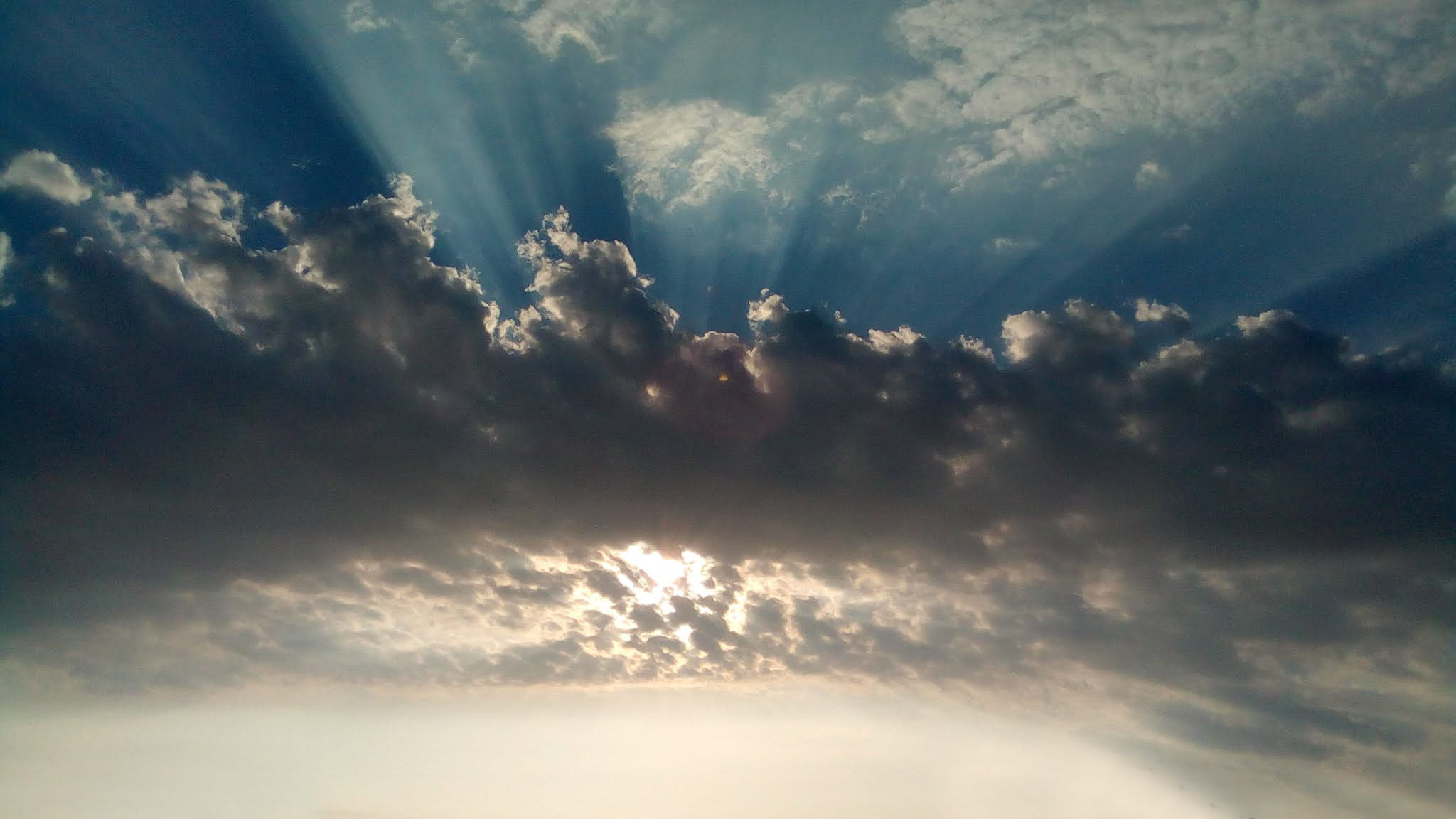
Rayos de luz filtrados a través de las nubes (Barcelona)

Las nubes troposféricas ejercen numerosas influencias sobre la troposfera y el clima de la Tierra. En primer lugar, son la fuente de precipitación, lo que influye en gran medida en la distribución y la cantidad de precipitación. Debido a su flotabilidad diferencial en relación con el aire libre de nubes circundante, las nubes pueden asociarse con movimientos verticales del aire que pueden ser convectivos, frontales o ciclónicos. El movimiento es hacia arriba si las nubes son menos densas porque la condensación del vapor de agua libera calor, calentando el aire y disminuyendo así su densidad. Esto puede provocar un movimiento hacia abajo porque la elevación del aire produce un enfriamiento que aumenta su densidad. Todos estos efectos dependen sutilmente de la estructura vertical de temperatura y humedad de la atmósfera y dan como resultado una importante redistribución del calor que afecta el clima de la Tierra.
La complejidad y diversidad de las nubes en la troposfera es una de las principales razones de la dificultad para cuantificar los efectos de las nubes sobre el clima y el cambio climático. Por un lado, las cimas de las nubes blancas promueven el enfriamiento de la superficie de la Tierra al reflejar la radiación de onda corta (visible e infrarroja cercana) del sol, disminuyendo la cantidad de radiación solar que se absorbe en la superficie, mejorando el albedo de la Tierra. La mayor parte de la luz solar que llega al suelo se absorbe, calentando la superficie, que emite radiación hacia arriba en longitudes de onda infrarrojas más largas. Sin embargo, a estas longitudes de onda, el agua de las nubes actúa como un absorbente eficaz. El agua reacciona irradiando, también en infrarrojos, tanto hacia arriba como hacia abajo, y la radiación de onda larga hacia abajo provoca un aumento del calentamiento en la superficie. Esto es análogo al efecto invernadero de gases de efecto invernadero y vapor de agua.
Los tipos de género de alto nivel muestran particularmente esta dualidad tanto con el enfriamiento del albedo de onda corta como con los efectos de calentamiento del invernadero de onda larga. En general, las nubes de cristales de hielo en la troposfera superior (cirros) tienden a favorecer el calentamiento neto. Sin embargo, el efecto de enfriamiento es dominante con nubes de nivel medio y bajo, especialmente cuando se forman en capas extensas. Las mediciones de la NASA indican que, en general, los efectos de las nubes de nivel medio y bajo que tienden a promover el enfriamiento superan los efectos de calentamiento de las capas altas y los resultados variables asociados con las nubes desarrolladas verticalmente.
Tan difícil como es evaluar las influencias de las nubes actuales en el clima actual, es aún más problemático predecir cambios en los patrones y propiedades de las nubes en un clima futuro más cálido y las influencias de las nubes resultantes en el clima futuro. En un clima más cálido entraría más agua a la atmósfera por evaporación en la superficie; como las nubes se forman a partir del vapor de agua, se esperaría que aumentara la nubosidad. Pero en un clima más cálido, las temperaturas más altas tenderían a evaporar las nubes. Ambas afirmaciones se consideran precisas y ambos fenómenos, conocidos como retroalimentación de las nubes, se encuentran en los cálculos del modelo climático. En términos generales, si las nubes, especialmente las nubes bajas, aumentan en un clima más cálido, el efecto de enfriamiento resultante conduce a una retroalimentación negativa en la respuesta climática al aumento de gases de efecto invernadero. Pero si las nubes bajas disminuyen o si aumentan las nubes altas, la retroalimentación es positiva. Las diferentes cantidades de estas retroalimentaciones son la razón principal de las diferencias en las sensibilidades climáticas de los modelos climáticos globales actuales. Como consecuencia, muchas investigaciones se han centrado en la respuesta de las nubes bajas y verticales a un clima cambiante. Sin embargo, los modelos mundiales líderes producen resultados bastante diferentes, algunos muestran nubes bajas en aumento y otros muestran disminuciones. Por estas razones, el papel de las nubes troposféricas en la regulación del tiempo y el clima sigue siendo una fuente principal de incertidumbre en las proyecciones del calentamiento global.

## En otros planetas
En planetas distintos de la Tierra las nubes pueden estar compuestas de otras sustancias.
Las nubes de Venus están formadas por gotas de ácido sulfúrico. Marte posee nubes de agua y de dióxido de carbono. Titán está cubierta de una densa niebla de hidrocarburos, que oculta nubes de metano. Los planetas gigantes Júpiter y Saturno tienen nubes superiores de amoniaco y poseen nubes intermedias de hidrosulfuro de amonio y nubes profundas de agua. Urano y Neptuno poseen posiblemente nubes profundas análogas a las jovianas y, con seguridad, nubes superiores de metano.

## Términos informales
- Skypunch
- Pyrocumulus
- Trazo de avión. Un trazo de una nube caracterizada por ser extremadamente fina, causada por el paso de algún tipo de aeronave que funcione con turbinas (turborreactores o turbohélices). (OMM Cirrus)
- Fluctus